# 巴特科尔贝格-黑尔德堡
巴特科尔贝格-黑尔德堡（德語：Bad Colberg-Heldburg，發音：[baːt ˈkɔlbɛʁk ˈhɛltbʊʁk] ⓘ）是德国图林根州希尔德堡豪森县曾经的一个市镇，面积53.39平方千米，2017年12月31日人口为2,045人。2019年1月1日，巴特科尔贝格-黑尔德堡与另外2个市镇合并为新市镇黑尔德堡。